# Mazarredia cristulata
Mazarredia cristulata is een rechtvleugelig insect uit de familie doornsprinkhanen (Tetrigidae). De wetenschappelijke naam van deze soort is voor het eerst geldig gepubliceerd in 1902 door Ignacio Bolívar.
De soort komt voor in het zuiden van India en op Sri Lanka.